# Nogueiras (Puebla del Brollón)
Nogueiras es una aldea española situada en la parroquia de Cereixa, del municipio de Puebla del Brollón, en la provincia de Lugo, Galicia.

## Geografía
Está situado a 367 metros de altitud junto al río Saa. 

## Demografía
| Gráfica de evolución demográfica de Nogueiras entre 2000 y 2019 |
|                                                                 |
| Datos según el nomenclátor publicado por el INE.                |